# Channel 101
Channel 101 és un festival mensual de curtmetratges sense ànim de lucre a Los Angeles, que també té un festival germà a la ciutat de Nova York, Channel 101 NY. Channel 101 és una creació de Dan Harmon i Rob Schrab en què els participants presenten un curtmetratge en format pilot de menys de cinc minuts de durada. L'esdeveniment està estructurat de manera que un grup de presentadors que hagin estat exitosos al certàmen anteriorment triï quins pilots es mostren i quins no a un públic en directe a The Downtown Independent; aquest jurat també decideix quins pilots continuen com a sèrie per a la propera projecció del festival, tot això amb la intenció d'emular la manera mitjançant la qual es classifiquen i gestionen els programes de televisió. Segons la pàgina web de Channel 101, "Channel 101 és una oportunitat per seure a la cadira desgastada dels grassos executius de la cadena, borratxos de la sang d'artistes humils els quals es guanyen el seu dret a existir a canvi de la seva capacitat de nodrir-se. .. Vostè dirigeix la xarxa. Vostè tria la programació. "

## Concepte
Aproximadament un cop al mes, es projecta Channel 101 al teatre Downtown Independent de Los Angeles, amb (normalment) deu curtmetratges projectats. A la projecció, el públic vota sobre quins pilots els agradaria que tornessin la pròxima sessió amb nou contingut. Les cinc primeres sèries s'inclouen a les franges horàries de “prime time” de la pàgina web de Channel 101 i aconsegueixen el premi de poder fer un episodi de seguiment per a la propera projecció. Aquest procés continua amb nous "episodis" que es mostren a cada projecció fins que una de les sèries no aconsegueix posicionar-se entre les cinc primeres cada sessió en concret, moment en què la sèrie es "cancel·la". Alguns programes amb èxit també poden optar per cancel·lar-se voluntàriament fent que el seu contingut duri més de cinc minuts, (el primer a fer-ho és Ultraforce), provocant així la inhabilitació del programa i deixant un episodi sense votar. Les sèries que no aconsegueixen obtenir el lloc en prime time es coneixen com a "pilots fallits". Un avantatge addicional de tenir una sèrie prime time és que els directors prime time formen part del grup que decideix quins cinc nous pilots es mostraran juntament amb el nou contingut de les cinc sèries establertes el mes anterior. Els espectacles que no aconsegueixen arribar a les projeccions es coneixen com a "pilots rebutjats". Cada any natural del festival es coneix com a "temporada", la qual inclou 10 projeccions, ja que no hi ha projecció de desembre, a més d'un descans mensual "per permetre als creadors descansar" entre la primavera / estiu i la projecció de novembre, que és la mostra anual de premis (The Incredibly Prestigious Achievement Award o "Channy", anomenada així com una paròdia d'Emmy). Els premis Channy s'han celebrat vuit vegades a partir del 2012.
S'han provat altres regles, especialment la "Chauncey" (que porta el nom del director Chris Chauncey, el primer a invocar la regla), en la qual un director podia anul·lar el tribunal de votació i obligar a projectar el seu pilot, però el públic tenia l'opció d'aturar la sèrie en qualsevol moment. Va ser introduida a l'octubre del 2003 i es va suprimir el novembre del 2005 a causa de la popularitat del festival, cosa que dificultava la viabilitat de la norma. Només un Chauncey ha aconseguit el prime time (Dick Richards: Private Dick).
El nom de "Channel 101" no implica una escola ni una aula: de fet, Channel 101 deriva del nom del mètode predominant a Hollywood sobre la numeració de les temporades i els episodis d'un programa de televisió. Com que és un festival on presentar pilots, totes les projeccions comencen com l'episodi "101" de la seva sèrie.

## Història
La idea de Channel 101 va començar el 2001, quan Schrab va convidar diversos amics a la projecció de Jaws 4, i a sobre els va desafiar a portar un curtmetratge que predigués què passaria a la pel·lícula. El 2002 es van llançar tres reptes de curtmetratges més, però el nombre d'integrants del grup d'espectadors va superar la sala d'estar de Schrab. En canvi, la projecció es va traslladar a la cambra posterior d'una discoteca de Los Angeles. A més, els amics dels cineastes començaven a preguntar-se com es deia aquest "festival" i com podien entrar. El 2003, Schrab i Harmon van anomenar la seva creació Super Midnight Movie Show i van decidir una projecció mensual i un format de cinc minuts. Tanmateix, es van adonar ràpidament que, un cop l'espectacle començés a créixer, només seria una qüestió de temps abans que no comencessin a arribar trameses de baixa qualitat i que per tant, els cineastes haurien de ser rebutjats per limitacions de temps. Van decidir adoptar un model de puntuació semblant a una cadena de televisió on el públic votés quines pel·lícules els agraden i els cineastes populars podien projectar més pel·lícules en conseqüència. El 2004, es va comprar a FX Networks un programa pilot per a un reality show sobre Channel 101 i els seus cineastes, però finalment no es va arribar a emetre. Eventualment, sí que es va emetre un programa de sketchs basat en el format de Channel 101 i produït executivament per Harmon i Schrab a la cadena VH1. L'espectacle es deia Acceptable. TV i va començar a transmetre's el 23 de març de 2007.
L'èxit de Channel 101 va portar a la creació d'un festival de cinema germà a Nova York, Channel 101: NY .

## Sèries destacades
- Yacht Rock— Un mockumentary de J. D. Ryznar, Hunter D. Stair, i Lane Farnham, en el qual es detallen successos fictícis de la vida de músics de "the real smooth music", particularment Kenny Loggins i Michael McDonald. Yacht Rock va durar 10 episodis com una sèrie prime time des del 2005 fins al 2006, però va ser suficientment popular que els creadors van fer dos episodis més el 2008 i el 2010, respectivament.[7]
- Chad Vader: Day Shift Manager— Va ser una videosèrie que es va cancel·lar després de dos episodis. Els creadors, Matt Sloan i Aaron Yonda, van continuar amb la sèrie fins al punt que es va guanyar una gran popularitat a YouTube.
- Everything— Una sèrie d'analogies creada per Jason Whetzell i Danny Jelinek, en la que hi havien curtmetratges molt curts d'una gran varietat d'artistes introduits (breument) per la presentadora Sophie Kipner. Everything és la sèrie de primetime de Channel 101, amb 19 episodis entre agost del 2009 i Agost del 2011.[8] El curt Going to the Store va cridar l'atenció de BuzzFeed and The Huffington Post.
- The Parent Project— Una sèrie on els pares creaven les històries per a cadacun dels episodis mitjançant converses amb els seus fills per telèfon. Els primers 10 episodis eren sobre el creador i director Brett Weiner parlant amb la seva mare i el seu pare. La mare va abandonar a l'episodi número 10 i la sèrie va continuar amb estrelles convidades que trucaven les seves famílies. The Parent Project va ser la tercera sèrie en passar més temps al primetime de Channel 101, amb 15 episodis entre octubre del 2010 i maig del 2012.
- Classroom— Una paròdia d'especials de després de classe per Tyler Spiers.
- ChooseYourOwnSelectAVision.TV— Una paròdia de Channel 101 i Acceptable.TV de Dan Harmon i JD Ryznar, en la que els espectadors d'Internet votaven per escollir un d'entre tres pilots de 30 segons per tornar la pròxima sessió amb un altre episodi. La van votar per 5 mesos però es va cancel·lar quan els creadors no van ser capaços d'acabar el cinquè episodi a temps per la sessió. La sèrie més popular de 30 segons va ser "Doctor Asshole", una paròdia de Doctor Who.[9]
- Sex Teenagers— Una comèdia de Tom Kauffman i David Seger sobre un grup d'adolescents empanats. L'episodi 7 va ser grabat i projectat en directe a la sessió de Channel 101 d'Octubre del 2011.[10]
- Time Belt— Un homenatge de Crish Tallman a Quantum Leap que contenia estrelles convidades com Paget Brewster i Jack Black – l'últim com un crossover amb Computerman. Va ser l'últim de les sèries de primetime originals en ser cancel·lada, va durar 8 episodis entre el 2003 i el 2004.[11]
- Computerman— Protagonitzada per Jack Black com un híbrid entre l'ADN d'un home i l'ordinador de casa seva.
- House of Cosbys— Una sèrie animada de Justin Roiland sobre un fan i la seva col·lecció de clones d'en Bill Cosby clones. House of Cosbys va ser la primera sèrie en classificar-se en primera posició durant tres sessions seguides.[12] Posteriorment va ser cancel·lat i eliminat de la web del Channel 101 després de 4 episodis a causa d'una carta dels advocats de Bill Cosby,[13] encara que es va produir un cinquè episodi.[14]
- Laser Fart— Una paròdia de superherois inicialment concebuda com una tramesa en broma per part de Dan Harmon, qui també va fer la interpretació del protagonista. Laser Fart va ser un èxit sorprenent durant 10 episodis al primetime entre 2004 i 2005. També va ser notable per l'aparició de Jack Black com a estrella convidada en dos episodis.[15]
- Planet Unicorn— Històries fictícies al voltant de tres unicorns que parlen: Feathers, Cadillac, i Tom Cruise, que van ser creades per un nen de 8 anys anomenat Shannon.
- The 'Bu— Una altra sèrie que va durar bastant de temps (11 episodis). Va ser creada per The Lonely Island.
- Gigabots— una paròdia dels Power Rangers pels germans Duncan i Brenan Campbell.
- Brently and Mrs. Gould— Amb Brently Heilbron com a actor principal i el seu sequaç Mrs. Gould (Jean Farber).
- Call Me Cobra— Protagonitzada per Drew Carey, una sèrie sobre un home que es confós amb un assassí professional, però en comptes de negar-ho, accepta la feina pels diners.
- Channel 101: The Musical— Un musical al estil de Broadway amb tota la seva parafernàlia en el que es va contar amb la col·laboració de Sarah Silverman i Happy Days' Donny Most.
- Most Extraordinary Space Investigations—Protagonitzada per Dan Harmon, Sevan Najarian, Justin Roiland i Sarah Silverman. És coneguda pels seus errors intencionats.
- The Jogger— Un pilot cancel·lat sobre un runner solucionant problemes. Va ser adul·lat per la seva coreografia i posteriorment inclòs a Entertainment Weekly. Després la sèrie va ser triada per una productora production company.
- The Wright Stuff— Protagonitzada per Ethan Phillips com el President Teddy Roosevelt i creada per Ford Austin and Scott Ingalls. Va convertir-se en la sèrie de Channel 101 amb el major presupost: 5.000$ .
- Return to Supermans— Versions turques de American cinema (com Turkish Star Wars). Creada per Aaron Moles i va ser inclosa a G4's Attack of the Show!.
- Ultraforce— Una ciència-ficció de 3 episodis d'acció espectacular creada per Jeremy Carter i Matt Gourley de Superego. Contava amb Derek Mears, Jeff Davis, and Chris Tallman.
- IKEA Heights— Un melodrama grabat completament a l'IKEA de Burbank, California IKEA sense que la botiga se n'adonés. Va ser inclosa al LA Times
- Skateboard Cop— Creada per Wade Randolph, Ben Pluimer i Kelsy Abbot. Va ser l'única sèrie spin-off que va guanyar Millor Sèrie. Va durar 10 episodis durant el 2014.
- The Real Animated Adventures of Doc and Mharti— Una paròdia arriscada de Back to the Future feta com a resposta a la cancel·lació de House of Cosbys de Justin Roiland. Va acabar servint com a base per la popular sèrie animada: Rick and Morty.
- Pop-It— Una comèdia negra plena d'efectes especials, horror corporal i una atmosfera molt pesada.
- Somewhere in Highland Park—Dos amics pateixen situacions surrealistes al seu barri de Highland Park.
- Channel 101— Una sàtira de la institució de Channel 101 dins el context del #MeToo movement que pren com a particular objectiu al món dominat per homes blancs com és el món de la comèdia i les pel·lícules. Inclou la primera aparició de Dan Harmon a una sèrie del Channel 101 en 10 anys quan va aparèixer com estrella convidada a l'episodi 3.[16]
- Daryl— Una comèdia negra paròdia de Dexter protagonitzada per Dan Harmon, el personatge del qual era un therapist que evitava que la gent es convertís en assassins en sèrie ja que els violava quan eren nadons.[17] El vídeo va resorgir a finals del juliol de 2018 cosa que va obligar a Harmon a eliminar el seu compte de Twitter.[18]

## Personalitats notables
- Jack Black: Computerman, Time Belt, Pet Laser, Exposició, Aigua i Potència
- Drew Carey: Call Me Cobra, Yacht Rock
- Sarah Chalke: El documental 'Bu
- Jeff Davis : Laser Laser, House of Cosbys, Ultraforce
- Flavour Flav : Sis mesos per viure
- Kato Kaelin : Call Me Cobra
- Jason Lee: Yacht Rock
- Bob Odenkirk: La teva màgia em va tocar: nits
- Sarah Silverman: MESI, Canal 101: El musical
- David Faustino : Skateboardpunks, The Amazing Christopher
- Ethan Phillips : les coses de Wright
- The Lonely Island: The 'Bu, ITV Countdown, House of Cosbys
- Jimmy Kimmel : MESI
- Paget Brewster: Time Belt
- Chris Tallman : Time Belt, The Wright Stuff, Ultraforce
- Donny Most : Canal 101: El musical
- Derek Mears : Nightstalkers, Ultraforce, My Rockstar, Vengeance
- Chevy Chase: aigua i energia
- Joel McHale: Aigua i energia
- John Oliver: Aigua i poder
- Tommy Wiseau: Playboy Adventures
- Paul F. Tompkins : Sunday Detective Film Theatre
- Sandeep Parikh : Raptor, jurament de sang de tres homes i un nadó .
- Felicia Day : Jurament de sang de tres homes i un nadó .
- Brian Posehn : Call Me Cobra
- Steve Agee : Yacht Rock, Cometent errors, Wade i Eric venen una pel·lícula, Car-Jumper, Reporters
- Fred Stoller : Groove Fighters, 2 Girls 1 Cup The Show, Tales From Railroad Times
- Tim Heidecker : House of Cosbys, documental: La sèrie, Els meus 2 pares
- Eric Wareheim : Els meus 2 pares
- Aziz Ansari : Aigua i energia
- Kumail Nanjiani : Googy
- Randall Park : The Food, IKEA Heights, Baby Mentalist
- Matt Peters: IKEA Heights
- Brennan Murray : entrenador, fantasma del passat dels nuvis